# Myrtoïsche Zee
De Myrtoïsche Zee (Grieks: Μυρτώο Πέλαγος, Myrtoo Pelagos) is het zuidwestelijke gedeelte van de Egeïsche Zee. De Myrtoïsche Zee bevindt zich tussen de Peloponnesos en de Cycladen. In het noorden wordt zij begrensd door de Golf van Egina en Attica, in het zuiden door de Kretenzische Zee.

## Etymologie
De zee is waarschijnlijk vernoemd naar de mythische wagenmenner Myrtilus - zoon van Hermes - die er door Pelops in gegooid zou zijn. Een andere verklaring voor de naam van de zee is dat hij is afgeleid van een meisje genaamd Myrto. Weer andere verklaringen wijzen het kleine eiland Myrtos aan als naamgever.